# Adam Andersson
Carl Adam Andersson, född 11 november 1996 i Tynnereds församling i Göteborg, är en svensk fotbollsspelare som spelar för Randers, på lån från Rosenborg. Hans tvillingbror, Joel, spelar för danska FC Midtjylland.

## Klubbkarriär
Andersson började spela fotboll i Västra Frölunda IF. Han debuterade för a-laget i division 2 som 15-åring. I januari 2013 skrev Andersson på för BK Häcken. I januari 2015 flyttades han upp i a-laget. Han gjorde sin allsvenska debut den 5 juli 2015 i en 3–2-vinst över Helsingborgs IF, där Andersson byttes in i den 84:e minuten mot Nasiru Mohammed.
I januari 2021 värvades Andersson av norska Rosenborg, där han skrev på ett fyraårskontrakt. Den 20 juni 2022 lånades Andersson ut till danska Randers på ett låneavtal över säsongen 2022/2023 med option för köp.